# Estatua de Almanzor (Algeciras)
La estatua de Almanzor era una estatua instalada en 2002 que representa al político y militar andalusí Almanzor. Originalmente se encontraba en lo que ahora se cree que son unas ruinas cristianas, en la ciudad de Algeciras, España. Fue retirada en 2013 y aún no ha sido reinstalada.

## Diseño
La estatua fue el diseño ganador en un concurso público. Es una estatua de bronce de estilo modernista que representa a Almanzor con un Corán en la mano derecha y una espada en la izquierda.

## Historia
La estatua fue instalada por el milésimo aniversario de la muerte de Almanzor, un líder militar considerado uno de los más grandes líderes de al-Ándalus. Originalmente se ubicada en el Parque Arqueológico de las Murallas Meriníes antes de ser retirada para su restauración.
En agosto de 2013, el Ayuntamiento de Algeciras, gobernado por el Partido Popular, partido de derechas, retiró la estatua para restaurarla y reparar su pátina. La diputada local de Cultura, Pilar Pintor, dijo que se trasladaría a un lugar más relevante históricamente después de que su ubicación original, que se pensaba que eran restos arqueológicos de un sitio islámico, fuera revaluada como ruinas cristianas. Un antiguo horno, descubierto en estas ruinas varios años antes, iba a ser colocado en el sitio original de la estatua, y el ayuntamiento explicó que este se ubicaría allí debido a la importancia de la cerámica en la historia de Algeciras.
En noviembre de 2016, sin ninguna actualización sobre la restauración de la estatua, el asunto fue planteado en el Ayuntamiento por Leonor Rodríguez, concejala del partido de izquierda Podemos. Acusó al gobierno local de ocultar el paradero del monumento. En junio de 2017, la estatua fue encontrada cubierta con una sábana en un almacén. El concejal del Partido Socialista, Fran Fernández, acusó al PP de no cuidar el patrimonio local.
A fecha de agosto de 2022, la estatua todavía no ha sido reinstalada.